# 6624型导弹艇
6624型小型钢质导弹艇（也称66型小型导弹艇、024导弹艇），是6623型导弹艇的后续改进型号。

## 历史
1966年1月19日中央军委批准研制该型艇。701所1966年7月确定了方案。首艇由芜湖造船厂制造，1966年4月开工，8月下水，12月服役。1971年安排上海求新造船厂生产。1975年2月，国务院和中央军委批准生产定型。